# Sandtrockenrasen zwischen Mörfelden und Walldorf
Sandtrockenrasen zwischen Mörfelden und Walldorf este o arie protejată (arie specială de conservare — SAC, sit de importanță comunitară — SCI) din Germania întinsă pe o suprafață de 101,55 ha, integral pe uscat.

## Localizare
Centrul sitului Sandtrockenrasen zwischen Mörfelden und Walldorf este situat la coordonatele 49°59′05″N 8°33′55″E / 49.9847°N 8.5653°E.

## Înființare
Situl Sandtrockenrasen zwischen Mörfelden und Walldorf a fost declarat sit de importanță comunitară în noiembrie 2004 pentru a proteja un număr necunoscut de specii din flora spontană și fauna sălbatică aflate în arealul zonei. Situl a fost protejat și ca arie specială de conservare în martie 2008.

## Biodiversitate
Situată în ecoregiunea continentală, aria protejată conține 1 habitat natural: Vegetație psamofilă uscată cu pășuni deschise de Corynephorus și Agrostis.
La baza desemnării sitului se află un număr nedeclarat de specii protejate.